# 佳內什卡河
佳內什卡河（羅馬化：Dyanyshka）是俄羅斯的河流，屬於勒拿河的右支流，由薩哈共和國負責管轄，河道全長315公里，流域面積約4,400平方公里，河水主要來自融雪和雨水。